# تطور الدماغ

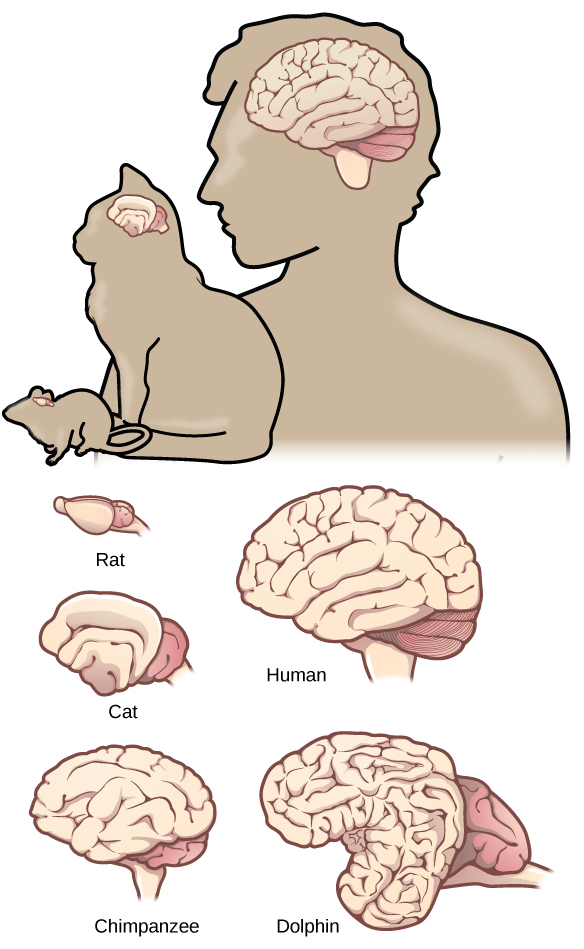

المبادئ التي تحكم تطوّر بنية الدماغ ليست مفهومة جيداً. حجم الدماغ إلى حجم الجسم لا يتم قياسه بمقياس آيزومتري (بطريقة خطّيّة) ولكن بمقياس متنامي. للثديّات الصغيرة أدمغة كبيرة نسبيّاً مقارنةً بأجسامها، في حين أن الثديات الكبيرة (كالحيتان) لديها نسبة حجم الدماغ إلى حجم الجسد أصغر. إذا تمّ رسم وزن المخّ مقابل وزن الجسم للقرود، فإن خطّ الانحدار لنقاط العيّنة يمكن أن يشير إلى قوّة الدماغ للأنواع الرئيسيّة. الليمورات على سبيل المثال تقع تحت هذا الخطّ مما يعني أنّه بالنسبة للرئيسيّات ذات الحجم المماثل، فإننا نتوقّع حجم أكبر للدماغ. أما البشر فيقعون فوق خطّ الليمورات بشكل كبير. في الواقع، يكون البشر أكثر تطوراً دماغيّاً من جميع الرئيسيات الأخرى. يستخدم العقل البشري 2.5 بيتابايت، أو 2.5 مليون غيغابايت، للتخزين.

## التاريخ المبكر لنمو الدماغ
يمكن للعلماء أن يستنتجوا أن أوّل بنية دماغيّة ظهرت قبل 521 مليون سنة على الأقل، مع وجود أنسجة مخّية للأحافير في المواقع المحميّة بشكل استثنائي.
خلص اتجاه تطوّر الدماغ وفقاً لدراسة أجريت على الفئران والدجاج والقرود إلى أن الأنواع الأكثر تطوّراً تميل إلى الحفاظ على الهياكل المسؤولة عن السلوكيّات الأساسيّة. وجدت دراسة إنسانيّة طويلة الأمد قارنت بين العقل البشري والدماغ البدائي أن الدماغ البشري الحديث يحتوي على منطقة الدماغ الحديث البدائي وهو ما يسميه معظم علماء الأعصاب الدماغ البدائي. الغرض من هذا الجزء من الدماغ هو الحفاظ على وظائف التوازن الأساسيّة. تطوّرت منطقة جديدة من الدماغ في الثديّات بعد 250 مليون سنة من ظهور الدماغ الحديث. تعرف هذه المنطقة باسم الدماغ القديم، وأجزائها الرئيسيّة هي الحصين واللوز، وغالباً ما يشار إليه باسم الجهاز الحوفي. يتعامل الجهاز الحوفي مع وظائف أكثر تعقيداً بما في ذلك السلوكيّات العاطفيّة والجنسيّة والقتاليّة. بطبيعة الحال، فإن الحيوانات التي ليست من الفقاريّات لها أدمغة، وخضعت أدمغتها لتاريخ تطوري منفصل.
يعتمد جذع الدماغ والجهاز الحوفي إلى حدّ كبير على النوى، والتي هي في الأساس مجموعات متكتّلة من الخلايا العصبيّة المعبّأة بإحكام والألياف المحورية التي تربطها ببعضها البعض، وكذلك الخلايا العصبية في مواقع أخرى. تستند المنطقتان الرئيسيتان في الدماغ (المخ والمخيخ) إلى بنية قشرية. في المحيط الخارجي للقشرة، يتم ترتيب الخلايا العصبية في طبقات (يتفاوت عددها وفقاً للأنواع والوظيفة) بسماكة بضع ميلليمترات. هناك محاور عصبيّة تنتقل بين الطبقات، لكن غالبيّة كتلة المحور العصبي تكون أقل من الخلايا العصبيّة نفسها. نظراً لأن الخلايا العصبيّة القشرية ومعظم مناطق الألياف المحورية لا تحتاج إلى التنافس على المساحة، فإن الهياكل القشرية يمكن أن تتسع بسهولة أكبر من الهياكل النووية. من السمات الرئيسية لقشرة الدماغ أنها بسبب تحجيمها مع مساحة السطح، يمكن وضع «المزيد» منها داخل الجمجمة من خلال إدخال تلافيف، وبنفس الطريقة التي يمكن بها حشو منديل العشاء في كوب عن طريق حشرها. تكون درجة الالتواء أكبر بشكل عام في الأنواع الأكثر تطوّراً، والتي تستفيد من زيادة مساحة السطح.
المخيخ، أو «الدماغ الصغير»، يقع خلف جذع الدماغ وتحت الفص القفوي للدماغ لدى البشر. تشمل أغراضه تنسيق المهام الحسيّة الدقيقة، وقد يشارك في بعض الوظائف المعرفيّة، مثل اللغة. القشرة الدماغيّة البشريّة ملتوية بدقّة، أكثر بكثير من القشرة المخية. وتسمّى مساحات الألياف المحوريّة الداخليّة باسم السور الشجري، أو شجرة الحياة.
منطقة الدماغ التي تحتوي على أكبر قدر من التغير التطوري الحديث تسمّى بالمخ، أو القشرة المخية الحديثة. في الزواحف والأسماك، تسمّى هذه المنطقة بالفيوم، وهي أصغر وأبسط بالنسبة إلى كتلة الجسم من تلك الموجودة في الثدييات، وفقاً للبحث، فإن المخ تطوّر لأول مرّة منذ حوالي 200 مليون سنة. إنه المسؤول عن الوظائف المعرفيّة العليا؛ على سبيل المثال، اللغة والتفكير والأشكال ذات الصلة بمعالجة المعلومات[6]. كما أنها مسؤولة عن معالجة المدخلات الحسيّة (جنباً إلى جنب مع المهاد، وهو جزء من الجهاز الحوفي الذي يعمل بمثابة جهاز توجيه للمعلومات). وظيفتها الرئيسية تكمن في اللاوعي، وهذا غير متوفّر للفحص أو التدخل من قبل الدماغ الواعي. القشرة المخية الحديثة هي عبارة عن تطوّر أو نمو للهياكل في الجهاز الحوفي، حيث يتمّ دمجها بإحكام.

## الوصول العشوائي وتوسيع نطاق الأدمغة
لقد مرّت بعض المجموعات الحيوانيّة بتوسّع كبير في الدماغ من خلال التطوّر (على سبيل المثال، تحتوي كل الفقاريّات ورأسيّات الأرجل على العديد من الأنساب التي نمت فيها الأدمغة خلال التطوّر) ولكن معظم هذه المجموعات الحيوانيّة تتكوّن فقط من أنواع ذات أدمغة صغيرة للغاية. يجادل بعض العلماء بأن هذا الاختلاف يرجع إلى أن الخلايا العصبيّة للفقاريّات قد طوّرت طرقاً للتواصل تتغلّب على مشكلة قابلية التوسع في الشبكات العصبيّة في حين أن معظم المجموعات الحيوانية لم تفعل ذلك. يجادل العلماء بأن السبب وراء فشل الشبكات العصبيّة التقليديّة في تحسين وظيفتها عند توسيع نطاقها هو أن التصفية القائمة على الاحتمالات المعروفة سابقاً تسبب تحيّزات تشبه النبوءات التي تتحقق ذاتيّاً والتي تخلق أدلّة إحصائيّة كاذبة تعطي رؤية كاذبة تماماً للعالم وأن الوصول العشوائي يمكنه التغلب على هذه المشكلة والسماح بتوسيع العقول لردود الفعل بشروط أكثر تمييزاً في العقول الكبيرة التي تؤدي إلى رؤية عالميّة جديدة تشكل قدرات في عتبات معيّنة.
يتم تفسير ذلك عن طريق السماح العشوائي للعقل بأكمله للوصول في نهاية المطاف إلى جميع المعلومات على مدار العديد من التحوّلات على الرغم من أن الوصول المتميز الفوري من المستحيل جسديّاً تحقيقه. ويستشهد العلماء بأن الخلايا العصبيّة الفقاريّة تنقل كبسولات شبيهة بالفيروسات تحتوي على الحمض النووي الريبي الذي تتم قراءته في بعض الأحيان في الخليّة العصبيّة التي تنتقل إليها والتي تنتقل أحياناً بشكل غير مقروء مما يخلق وصولاً عشوائيّاً، وأن الخلايا العصبيّة في رأسيّات الأرجل تصنع بروتينات مختلفة من نفس الجين مما يشير إلى آليّة أخرى لعشوائيّة المعلومات المركّزة في الخلايا العصبيّة، وكلاهما يجعل نمو الدماغ أمر تطوّري.

## العوامل الوراثية التي تسهم في التطور الحديث
اقترح بروس لان -المؤلّف الرئيسي في مركز هوارد هيوز الطبّي بجامعة شيكاغو- وزملاؤه، أن هناك جينات معيّنة تتحكّم في حجم الدماغ البشري. تستمرّ هذه الجينات في القيام بدور مهم في تطوير الدماغ، مما يعني أن الدماغ مستمرّ في التطوّر.
بدأت الدراسة مع الباحثين من خلال تقييم 214 من الجينات المشاركة في نمو الدماغ. تمّ الحصول على هذه الجينات من البشر، وقرود المكاك، والفئران. لاحظ لان والباحثون الآخرون نقاطاً في تسلسل الحمض النووي تسببت في حدوث تغييرات في البروتين. ثمّ تمّ تغيير هذه التغييرات في الحمض النووي إلى الوقت التطوري الذي استغرقه حدوث هذه التغييرات. أظهرت البيانات أن الجينات في الدماغ البشري تطوّرت بشكل أسرع بكثير من الجينات في الأنواع الأخرى. بمجرّد الحصول على هذا الدليل الجيني، قرر لان وفريقه العثور على الجينات المحددة التي سمحت لهذا التطور السريع أو حتى تحكّمت به. تمّ العثور على اثنين من الجينات التي تسيطر على حجم الدماغ البشري أثناء تطوّره؛ جين Microcephalin)) وجين (ASPM).
تمكّن الباحثون في جامعة شيكاغو من تحديد أنّه في ظل ضغوط الاختيار، أظهر كلا الجينان تغيّرات ملحوظة في تسلسل الحمض النووي. أظهرت دراسات لان السابقة أن أحد هذه الجينات Microcephalin)) شهد تطوّراً سريعاً على طول سلالة الرئيسيّات مما أدّى في النهاية إلى ظهور الإنسان العاقل. بعد ظهور البشر، أبدى ذلك الجين معدل نمو أبطأ. على العكس من ذلك فإن الجين (ASPM) أظهر التطور الأسرع في السنوات الأخيرة من التطوّر البشري بمجرّد حدوث الاختلاف بين الشمبانزي والبشر.
مر تسلسل الجينات بتغييرات محدّدة أدّت إلى تطوّر البشر من أقارب الأجداد. من أجل تحديد هذه التعديلات، استعمل لان وفريقه تسلسل الحمض النووي من عدّة قرود ثمّ قارنوا التسلسلات وأوجدوا الاختلافات. بعد هذه الخطوة، قام الباحثون بتحليل إحصائي للاختلافات الرئيسيّة بين الحمض النووي للقرود والحمض النووي للبشر من أجل الوصول إلى الاستنتاج القائل بأن هذه الاختلافات سببها هو الانتقاء الطبيعي. التغييرات في تسلسل الحمض النووي من هذه الجينات المتراكمة تحقق ميزة تنافسيّة ولياقة أعلى يتمتع بها البشر مقارنةً بالرئيسيّات الأخرى. هذه الميزة النسبيّة تقترن بحجم أكبر للدماغ مما يسمح للعقل البشري في نهاية المطاف بأن يكون لديه وعي إدراكي أكبر.